# 기유즈키 사토코
키유즈키 사토코(일본어: きゆづきさとこ, 2월 7일 -)는 일본의 후쿠이현 출신, 거주중인 만화가 및 삽화가이다. 이전에는 일본어: 如月あすか(키사라기 아스카), 일본어: 季遊月あすか(키유즈키 아스카), 일본어: きゆづき(키유즈키. 코믹 귯토! 시절. 담당 편집자의 실수로 이 표기가 되었다.)
호분샤 발행의 월간 4컷 만화 잡지 망가타임 키라라 및 계열잡지에 연재하는 것 이외 게임 등의 캐릭터 디자인 등도 다룬다.

## 만화
- 관지기 쿠로(원제: 棺擔ぎのクロ。~懷中旅話~) 1~7권 (완결)
- GA 예술과 아트디자인 클래스(원제: GA -藝術科ア-トデザインクラス-) 1~7권 (완결)

## 게임
- 유그드라 유니온(원제: ユグドラ・ユニオン, GBA, PSP용) 캐릭터 디자인
- 나이츠 인 더 나이트메어(원제: ナイツ・イン・ザ・ナイトメア, NDS용) 캐릭터 원안